# Schiffsmühle Westerhüsen
Die Schiffsmühle Westerhüsen war eine Schiffsmühle auf der Elbe in Westerhüsen, heute ein Stadtteil von Magdeburg.

## Lage und Technik
Die Schiffsmühle befand sich einige Meter südlich der Fähre Westerhüsen. Eine aus großen Feldsteinen errichtete Kaimauer ragte hier rechtwinklig zum Ufer in den Strom hinein und bildete so einen kleinen Mühlenhafen. Der recht tiefe Hafen zog sich fast bis zur Gartenmauer hin, am Fuß der Mauer verlief ein etwa ein bis anderthalb Meter breiter Weg. Zwei große Eisbrecher sorgten dafür, dass das Eis zersplitterte oder auf das Ufer glitt. Die Schiffsmühle lag vor dem Hafen in der Elbe und war vom Ufer aus über einen kleinen Steg zu erreichen. Die Schiffsmühle bestand dabei aus zwei Schwimmkörpern, den sogenannten Schiffen. Auf dem über den Steg zu erreichenden Hausschiff befanden sich die Mahlgänge, Mühlsteine und sonstigen Utensilien. Hier war auch eine kleine beheizbare Stube mit Fenster untergebracht, in der der Schiffsmüller wohnen konnte. Das Hausschiff bestand dabei aus einer mit Satteldach versehenen Fähre. Weiter im Strom schwamm das Wal- oder Wellenschiff, an dem sich das Mühlrad befand, das über eine eiserne Welle mit dem Hausschiff verbunden war. Jeweils vor der Winterzeit wurde das Mühlrad abgebaut und beide Schiffe in den Hafen gezogen.
Stromaufwärts befand sich ein großer Stromanker (zur Sicherung gegen das Abwärtstreiben mit der Strömung), stromab zwei Windanker.

## Geschichte
Während des Dreißigjährigen Kriegs wurden neben einer in Westerhüsen bestehenden Windmühle auch die Schiffsmühlen auf der Elbe zerstört. Die Bewohner Westerhüsens mussten daher längere Zeit die Dienste der Müller in den benachbarten Orten Beyendorf, Sohlen und Salbke in Anspruch nehmen. Am 8. Oktober 1711 begab sich der Westerhüser Schöppe Martin Böckelmann zum mit ihm befreundeten Domvoigt Joh. Brauns und beklagte, dass die Westerhüser immer hinter den einheimischen Mehlkunden der anderen Müller zurückstehen müssten. Er schlug daher die Begründung einer Schiffsmühle in Westerhüsen vor. Er gab auch an, dass er bereits zwei Müllermeister für diese Aufgabe begeistern konnte und man bereit sei, jährlich einen Wispel Roggen an die Aufsichtsbehörde abzugeben. Um die Mühle wirtschaftlich betreiben zu können, sei es jedoch nötig, die Gewohnheiten der Mehlkunden zu verändern und Sorge dafür zu tragen, dass die Westerhüser dann auch bei der neuen Mühle einkauften.
Am 9. November 1711 kam es zum Abschluss eines Kontrakts. Der Domvoigt hatte neben Böckelmann auch die beiden von ihm benannten Salbker Müllermeister Kaspar Wieblitz und Hans Schultze geladen. In den §§ 4 und 5 sah der Kontrakt vor, dass es zukünftig Müllern aus Sohlen, Beyendorf und Salbke verboten war, nach Westerhüsen zu kommen, um das Korn ihrer Kunden abzuholen. Böckelmann, der auch als Dorfpolizist fungierte, war berechtigt, bei Zuwiderhandlungen die Kornkarren zu beschlagnahmen.
1712 entstand auf Veranlassung des Schöppen Martin Böckelmann dann der Neubau der Schiffsmühle. Heftigen Widerstand gab es durch den Müller der Salbker Klostermühle Nikolaus Nikolai, der seine wirtschaftlichen Interessen durch die neue Konkurrenz beeinträchtigt sah. Er beschwerte sich beim einflussreicheren Propst des Klosters Unser Lieben Frauen und hielt sich nicht an das Verbot, woraus sich längere Streitigkeiten ergaben. Im März 1715 kam der Salbker Müllersjunge mit dem Pferdekarren eingesammelten Korns gerade zu dem Zeitpunkt am Westerhüser Gemeindekrug vorbei, als dort Wieblitz, Böckelmann und weitere Gäste beim Dämmerschoppen erregt diese Frage diskutierten. Böckelmann stoppte daraufhin den Karren, stieß den Müllersjungen herunter und beschlagnahmte die Fuhre. Der Müllersjunge lief weinend nach Salbke. Nicolai begab sich am nächsten Tag zum Propst und Kurator des Klosters Unserer Lieben Frauen und schilderte, dass er bei Verlust seiner Westerhüser Kunden in seiner Existenz bedroht sei und seine Pacht nicht werde entrichten können. Der Propst führte daraufhin beim Domkapitel Beschwerde über Böckelmann, die Müllermeister und Brauns. Zum letztendlichen Verhandlungstermin vom 8. Februar 1716 im sich anschließenden Prozess erschienen die Westerhüser nicht, obwohl eine Strafe von zehn Goldgulden angedroht war. Im Urteil vom 5. Dezember 1716 erhielt der Klostermüller recht. Es wurde ihm erlaubt, Ware auch bei den Westerhüser Kunden abzuholen. Zugleich wurde den Westerhüsern verboten die Pfändung entsprechender Fuhren vorzunehmen. In der Praxis gingen die Westerhüser Kunden allerdings letztlich doch dauerhaft zur Schiffsmühle über, so dass sich der Streit erübrigte.
Der insgesamt gestiegene Bedarf machte schnell eine Erweiterung der Kapazität erforderlich, wobei sich jedoch Wieblitz und Schultze hierzu nicht einigen konnten. Schultze wollte nicht weiter investieren und stieg daher als Teilhaber aus dem Projekt aus. Der von der Salbker Vikarienmühle stammende Kaspar Wieblitz übernahm bereits 1715 bei Zahlung einer Abfindung von 460 Talern das alleinige Eigentum an der Mühle. 1716 durfte Wieblitz zur Deckung des gestiegenen Bedarfs eine Windmühle im Dorf bauen. Diese Mühle wurde später als Böckelmannsche Windmühle bezeichnet. Im Jahr 1735 übergab Wieblitz beide Mühlen an seinen Sohn Peter Wieblitz (* 14. Januar 1712 in Salbke; † 7. Januar 1765), der zuvor seinen Vater beim Betrieb der Mühlen unterstützte und auf eigener Wanderschaft zuvor moderne Mühlen kennengelernt hatte. Kaspar Wieblitz, der bis dahin vermutlich auf dem heutigen Grundstück Alt Westerhüsen 31 lebte, verzog dann wieder nach Salbke, wo er am 6. Juni 1756 verstarb.
Am 13. Januar 1777 ereignete sich ein schwerwiegendes Unglück. Bei Hochwasser der Elbe wurde die Ankerkette der im Mühlhafen gelegenen Schiffsmühle zerstört. Die Mühle trieb daraufhin schnell ab und riss in Buckau eine weitere Schiffsmühle mit. Beim Aufprall an der Strombrücke Magdeburg wurde das Dach der Mühle zerstört. Die Schiffsmühle wurde dann beim Fort Preußen mit großer Wucht auf überwinternde Kähne geschleudert. 47 große Elbkähne, 50 Zollkähne und acht Strommühlen erlitten Beschädigungen oder wurden zerstört. Der Gesamtschaden betrug 100.000 Taler.
Später wurde Georg Wallstab Müller auf der Schiffsmühle. Nach seinem Tod führte seine Ehefrau Marie Elisabeth Wieblitz, geborene Kleinau die Mühle mit ihrem zweiten Ehemann Johann Daniel Wieblitz weiter. Am 22. März 1837 ereignete sich erneut ein Unglück, die Mühle sank. 1839 erwarb Andreas Wesche, ein Müllermeister aus Grünewalde, die noch erhalten gebliebenen Teile der Mühle. Er heiratete am 15. Oktober 1839 die Tochter des Schiffers Johann Christoph Meinecke. Die Familie lebte im Haus Alt Westerhüsen 163.  Er betrieb die Schiffsmühle bis 1855. Mit dem Tode seiner Frau übertrug er die Mühle auf die voreheliche Tochter seiner Frau Luise Sophie Dorothee Meinecke, die am 21. März 1859 den Müllermeister Andreas Curio, Sohn des Gastwirts Jakob Curio, heiratete. Dieser war der letzte Müller der Schiffsmühle Westerhüsen und betrieb sie von 1859 bis 1873.
Mit Gründung der Königlich preußischen Elbstrom-Bauverwaltung 1865 wurde der Fluss in sechs Zuständigkeitsbereiche – sogenannte „Baukreise“ – eingeteilt. Die Westerhüser Schiffsmühle wurde dem II. Baukreis Magdeburg (von der unteren anhaltischen Grenze bis zur Einmündung der Ohre bei Rogätz) zugeteilt. Alle Baumaßnahmen an der Mühle, auch Besitzerwechsel, waren der Baukreisverwaltung bekannt zu geben. In einer Übersicht der vorhandenen Schiffsmühlen, welche die Baukreisverwaltung am 25. Juli 1868 veröffentlichte, wurde die Westerhüser Schiffsmühle im Besitz von (Müller) Curio als 23. von fünfzig aufgelisteten Schiffsmühlen erwähnt.
Die an der Elbe vorgenommenen Strombaumaßnahmen wirkten sich nachteilig auf die Schiffsmühlen aus. Mit dem Bau der Buhnen verlagerte sich die Strömung des Flusses stärker in die Strommitte. Um die Mühlen weiter betreiben zu können, mussten daher auch die Schiffsmühlen weiter hinaus gelegt werden, was jedoch zu einer Behinderung der Schifffahrt führte.
Dann verkaufte er 1869 die Schiffsmühlengerechtigkeit gegen eine Abfindung an den Strombaufiskus. Der Müller hatte die Mühle abzureißen. Mit dem Erlös aus dem Verkauf erwarb Curio bereits 1869 die später sogenannte Curiosche Windmühle. 1876 erwarb der Schiffer Wilhelm Meinecke den Mühlenhafen und die Wuhne. In diesem Zusammenhang wird als letzter Besitzer der Anlage Christian Curio angegeben.